# Marty Moore
Marty Moore (Phoenix, 19 marzo 1971) è un ex giocatore di football americano statunitense che ha militato nel ruolo di linebacker nella National Football League (NFL).

## Carriera
Moore al college giocò a football all'Università del Kentucky. Fu scelto dai New England Patriots nel Draft NFL 1994 con l'ultima selezione assoluta, la 222ª, guadagnando così il titolo di "Mr. Irrelevant". Fu il primo giocatore scelto come ultimo nel draft a partecipare a un Super Bowl (il XXXI nel 1996) e a vincerne uno (il XXXVI nel 2001). Giocò per tutta la carriera con i Patriots, tranne una stagione ai Cleveland Browns nel 2000.

## Palmarès
- Super Bowl : 1

New England Patriots: XXXVI
- American Football Conference Championship: 2

New England Patriots: 1996, 2001